# Михайлис, Никита Юрьевич
Ники́та Ю́рьевич Миха́йлис (род. 18 июня 1995, Караганда) — казахстанский хоккеист, нападающий. Обладатель Кубка Гагарина 2024. 

## Биография
Сын хоккеиста и тренера Юрия Михайлиса. Воспитанник карагандинского хоккея.

### Карьера
Начинал заниматься хоккеем в Сатпаеве, с 10 лет жил самостоятельно, после чего перебрался в структуру «Барыса».
Большую часть карьеры провёл в системе астанинского клуба, начав путь в профессиональном хоккее в команде «Барыс-2» (2011/12).
В чемпионате Казахстана в составе «Номада» провёл 100 игр в регулярных чемпионатах и плей-офф и набрал 86 (37+49) очков по системе «гол+пас». В регулярных чемпионатах МХЛ в составе «Снежных барсов» сыграл в 120 играх и набрал 83 (48+35) очка.
Начиная с сезона 2014/15 привлекался в команду КХЛ «Барыс», за которую на момент начала сезона 2022/23 провёл 353 матча и набрал 180 (84+96) очков. За время выступлений в КХЛ сделал два хет-трика: 17 января 2021 года в матче против «Амура» (3:2), а 5 ноября в ворота «Трактора» (4:5 ОТ).
Сезон 2016/17 провёл в «Торпедо» (ВХЛ), забросив 14 шайб за 30 игр. После чего вернулся в состав «Барыса».
В сезоне КХЛ 2021/22 тройка Никита Михайлис — Кёртис Волк — Якоб Лилья стала самой результативной по итогам регулярного чемпионата.
В сезоне КХЛ 2021/22 в составе «Барыса» установил личный рекорд по очкам, набрав 46 (19+27) баллов. В июле 2022 года подписал новый однолетний контракт с клубом и стал капитаном команды.
Всего за «Барыс» сыграл в КХЛ 411 матчей и набрал 221 (99+122) очко, при показателе полезности «+6», среднем времени на льду 14 минут и 49 секунд и 18,9 сменах за игру.
Входит в топ-10 самых результативных игроков в истории «Барыса» в КХЛ — 6-й по очкам (180), 6-й по голам (84) и 8-й по голевым передачам (96).
Участник двух юношеских, трёх молодёжных и пяти взрослых чемпионатов мира (в том числе, дважды в топ-дивизионе ЧМ). Входит в топ-10 самых результативных игроков в истории «Барыса» в КХЛ — 6-й по очкам (180), 6-й по голам (84) и 8-й по голевым передачам (96).
В конце мая 2023 года перешёл в магнитогорский «Металлург», подписав контракт на один год.
С начала сезона 2023/24 — амбассадор титульного партнёра КХЛ компании «Фонбет» в Казахстане.
23 ноября 2023 года набрал 6 очков (1+5) в игре против «Трактора» (6:3). Михайлис стал 8-м игроком в истории КХЛ, набравшим 6 очков за одну игру. В регулярном сезоне 2023/24 набрал 38 очков (19+19) в 64 матчах при показателе полезности +8.
В апреле 2024 года в составе «Металлурга» стал обладателем Кубка Гагарина. В плей-офф в 23 матчах набрал 4 очка (2+2) при показателе полезности +4.
5 сентября 2024 года в первом матче сезона 2024/25 сделал две голевые передачи в матче против СКА (5:4 ОТ). После этого не мог набрать ни очка в 9 матчах подряд. 3 октября набрал 5 очков (2+3) в гостевом матче против ЦСКА (7:0), в том числе 4 очка (1+3) во втором периоде, который «Металлург» выиграл 6:0. 5 октября забросил две шайбы, включая победную, в гостевом матче против «Спартака» (5:2). 8 октября набрал 3 очка (1+2) в игре против московского «Динамо» (5:3), также забросив победную шайбу. Таким образом, в трёх матчах с 3 по 8 октября набрал 10 очков (5+5).

### Личная жизнь
В 2021 году женился на Кристине Дерменевой.

## Статистика
| Легенда | Легенда                    | Легенда | Легенда                   | Легенда | Легенда    |
| ------- | -------------------------- | ------- | ------------------------- | ------- | ---------- |
| И       | Количество проведённых игр | Штр     | Штрафное время            | +/−     | Плюс-минус |
| Г       | Голы                       | П       | Голевые передачи          | О       | Очки       |
| -       | Статистика неизвестна      | —       | Статистика не учитывалась |         |            |

### Карьера в клубе
Сокращения: ЧРК — Чемпионат Казахстана, МХЛ — Молодёжная хоккейная лига, ВХЛ — Высшая хоккейная лига, КХЛ — Континентальная хоккейная лига.

### Карьера в сборной
Сокращения: D1B — дивизион 1B чемпионата мира, D1А — дивизион 1А чемпионата мира, ОКв — олимпийская квалификация, ЧМ — чемпионат мира.

## Достижения

### Командные
- 2 место на чемпионате мира (дивизион 1B, U18) — 2012
- 1 место на чемпионате мира (дивизион 1B, U18) — 2013
- 2 место на чемпионате мира (дивизион 1B, U20) — 2013
- 2 место на чемпионате мира (дивизион 1B, U20) — 2014
- 1 место на чемпионате мира (дивизион 1B, U20) — 2015
- Серебряный призёр Универсиады — 2017
- 3 место на чемпионате мира (дивизион 1А) — 2017
- 3 место на чемпионате мира (дивизион 1А) — 2018
- 1 место на чемпионате мира (дивизион 1А) — 2019
- Обладатель Кубка Гагарина (2024)[11]

### Личные
- Самый ценный игрок чемпионата мира (дивизион 1А) — 2019
- Лучший игрок сборной Казахстана на чемпионате мира (дивизион 1А) — 2019
- Включён в тройку лучших игроков сборной Казахстана на чемпионате мира — 2021, 2022